# Migalovci
Migalovci is een plaats in de gemeente Čaglin in de Kroatische provincie Požega-Slavonië. De plaats telt 146 inwoners (2001).